# Zuiderdiep 50 (Nieuw-Buinen)
De boerderij aan het Zuiderdiep 50 in Nieuw-Buinen in de Nederlandse provincie Drenthe is een omstreeks 1905 gebouwde dwarshuisboerderij. De kapitale boerderij was in het bezit van de landbouwersfamilie Dumon.

## Beschrijving
De boerderij is gebouwd in de stijl van de zogenaamde overgangsarchitectuur. Het is een dwarshuisboerderij van het Fries-Groningse type. Voor het schuurgedeelte bevindt zich een dwars gebouwd woonhuis. De hoofdingang bevindt zich midden in de symmetrisch vormgegeven voorgevel. Opvallend is de blauwgepleisterde plint, die bij de entree onderbroken wordt door een eveneens blauwgepleisterde stoep van twee treden. De middenpartij, het middenrisaliet van de gevel springt iets naar voren uit. In de benedenverdieping van dit midden risaliet bevindt zich de hoofdentree, met erboven een balkon met een houten balustrade. Het risaliet wordt bekroond door een stenen borstwering. Aan de oostzijde van het woongedeelte is een serre aangebouwd. De gevels van het woonhuis zijn sober gedecoreerd door middel van witte speklagen, segmentbogen boven de vensters en de entree, waarbij gepleisterde aanzet- en sluitstenen en ruitvormige versieringen in de boogvelden repeterende elementen vormen. In de deur van de hoofdentree zijn art-nouveaumotieven verwerkt.
De boerderij is erkend als een provinciaal monument onder meer vanwege de cultuurhistorische-, civieltechnische- en stedenbouwkundige waarde. De boerderij is een voorbeeld van de ontwikkeling van het veenkoloniale boerenbedrijf in het begin van de 20e eeuw en tevens een goed voorbeeld dit soort boerderijen, het Fries-Groningse type met een dwars voorhuis. Ook de tamelijke zeldzaamheid van dit type en de vrij gave staat van deze boerderij speelden een rol mee bij de aanwijzing van dit bouwwerk tot provinciaal monument.